# Ośrodek Doskonalenia Kadr Kierowniczych MSW w Łodzi
Ośrodek Doskonalenia Kadr Kierowniczych MSW w Łodzi – ośrodek doskonalenia zawodowego kształcący kadry Ministerstwa Spraw Wewnętrznych (1972/1973–1990), powstały w wyniku przekształcenia Ośrodka Szkolenia Oficerów Milicji Obywatelskiej w Łodzi. Następnie UOP i Centralny Ośrodek Szkolenia Urzędu Ochrony Państwa. Obecnie działalność tej instytucji kontynuuje ABW w Emowie.

## Struktura organizacyjna w 1973
- Kierownictwo
- Wydział I Polityczny i Pracy Kulturalno-Oświatowej
- Wydział II Prewencji
- Wydział III Pracy Operacyjnej
- Wydział IV Kryminalistyki
- Wydział V Śledztw i Dochodzeń
- Wydział VI Organizacji i Zarządzania
- Wydział VII Szkolenia Wojskowego
- Sekcja Finansowa
- Sekcja Zaopatrzenia
- Sekcja Kwaterunkowo-Budowlana
- Kancelaria

## Struktura od 1985
- Kierownictwo
- Wydział I Pracy Polityczno-Wychowawczej
- Wydział II Doskonalenia Zawodowego
- Wydział III Kształcenia Kadr Kryminalistyki
- Wydział IV Organizacji i Badań Procesu Dydaktycznego
- Wydział V Dowodzenia i Szkolenia Wojskowego
- Wydział VI Informacji i Wydawnictw (w skład wydziału wchodziła biblioteka)
- Samodzielna Sekcja Kadr
- Samodzielna Sekcja Finansowa
- Samodzielna Sekcja Zaopatrzenia
- Samodzielna Sekcja Inwestycji i Remontów
- Samodzielna Sekcja Żywnościowo-Mundurowa
- Sekcja Ochrony Obiektów
- Kancelaria